# KDK: Kavabanga, Depo, Kolibri
Kavabanga Depo Kolibri — український реп-гурт, заснований 19 травня 2012 року в Харкові.

## Історія

### 2012—2014: Початок творчої кар'єри
КДК (Kavabanga & Depo & Kolibri) — все почалося з того, що Діма Лелюк, дізнавшись про творчі початки старого друга, вирішив через третю особу запозичити програму звукозапису. На що Олександр Плісакін відповів бажанням зустрітися особисто. Так народилася ідея спільної роботи. Роман Манько приєднався дещо іншим способом.
Він довго й захоплено листувався з Сашею в соціальних мережах на теми, які абсолютно не стосуються музики. Хлопцям не знадобилося багато часу, щоб добре пізнати і зрозуміти один одного, вони відразу ж зійшлися характерами. Так зароджувалися основні аспекти будь-якої успішної діяльності — взаємоповага і довіра. Вже найперші спроби записів спільних пісень відкрили для імпровізованого тріо величезний потенціал.

### 2014—2018: Kavabanga & Depo & Kolibri
Тандем Kavabanga, Depo та Kolibri, за їхніми словами, — зовсім не реп, а саме хіп-хоп. Втім, в деякому роді хлопці ототожнюють себе з попсою, що нікого з трьох не бентежить і не сприймається як образа. Колектив організувався на основі взаємного схвалення раніше напрацьованого матеріалу. Спілкуванню і початку співпраці, як нині модно, посприяла всесвітня павутина. Хоча знайомі хлопці були і раніше, при цьому не підозрюючи про подібність талантів та інтересів.

## Склад
- Kolibri — Дмитро Лелюк (6 листопада 1993 р)

- Depo — Роман Манько (5 квітня 1992 р)

- Kavabanga — Олександр Плісакін (3 серпня 1993 р)

### Псевдоніми
До вибору псевдонімів учасники колективу поставилися свого часу, мабуть, досить просто, якщо не сказати легковажно. Діма Лелюк, відомий як Kolibri, асоціює себе з птахом, що, на погляд товаришів по творчому цеху, підтверджується «легкістю» натури виконавця. Depo — Романом Манько сприймається як сховище чогось індивідуального, глибоко особистого.
Kavabanga — загадка навіть для людини, який встиг прославитися під цим прізвиськом. Олександр Плісакін приділяє більше значення імені, даного йому батьками, і набагато позитивніше реагує на звернення саме в цій формі. Кавабанга ж довелося стати на батлі, коли для вибору так званого «ніку» надали 30 секунд.
Варто зазначити, що цей учасник в принципі є завсідником словесних битв. У міру впізнаваності зміна псевдоніма ставала недоцільною, тому, не дивлячись на певну безглуздість, все залишається на своїх місцях.

### Учасники
Учасники колективу помітно різняться як у вокальному плані, так і зовні, але при цьому гармонійно доповнюють один одного. Хлопці чітко розподілили свої ролі за темпераментами: Рома (Depo) — найсерйозніший і відповідальна людина, флегматик, Саша (Kavabanga) — типовий холерик, а Діма (Kolibri) — сангвінік, який є при цьому ще й дуже нестандартним людиною, здатним вражати товаришів ходом своїх думок.
Можливо, саме цей фактор — стимул для безперервного розвитку і нових експериментів. Спочатку ініціативу у вокалі виявляв тільки Діма, але пізніше це настрій передався іншим.

## Музичний стиль
Дебютний командний альбом, перший виступ, концертний тур по Україні.
На створення «нескінченного шуму» пішло близько двох місяців, деякі моменти давалися нелегко. Дебют альбому відбувся в рідному для всіх учасників місті — Харкові. В альбом увійшло 12 треків, хоча спочатку планувалося 20. Обсяг скоротився в зв'язку з поставленими якоїсь персоною Х термінами. Ім'я цієї людини Євген Гладкий, перший концертний директор. Хлопці вважають їх знайомство чи не найважливішою частиною свого успіху.
Після Харкова естафету прийняв Дніпропетровськ, де, як хлопці з гордістю заявляють, їм вдалося зібрати всього на 50 осіб менше, ніж відомий Guf. Готуючись до виходу на сцену Донецького «Чикаго», хлопці чомусь припускали, що перевершити або навіть повторити свій попередній результат тут не вдасться.
Забігаючи вперед, скажу, що так і вийшло, але справа ж не в кількості, а в якості шанувальників. Донецьк встиг сподобатися зірковим гостям ще до початку концерту. Спасибі за такий собі успіх людям, які надали теплий привітний прийом, а також футболу в цілому і «Донбас Арені» зокрема. Для огляду міста часу було мало, але обстановка в Донецьку і гримерці «Чикаго», навіть не дивлячись на певні конфлікти, вже точно сподобалася.

### Основи
«Найсильнішим» питанням для хлопців виявився безпосередньо стосується написання текстів. У hip-hop культурі цьому надають особливого значення. Виконавцем і автором неодмінно має бути одне і те ж обличчя. Як у трьох різних хлопців з напевно індивідуальними історіями особистому житті можуть народжуватися спільні твори? Хлопці пояснили, що мають здатність підхоплювати ідеї один одного. Музика в їхньому розумінні — діалог, який можна і потрібно спільно розвивати. Написаний одним автором куплет обов'язково вдосконалюється стараннями інших.
Всі пісні, в тому числі і альбом, записані в домашніх умовах. Будинок для КДК — щось на кшталт «музичної шкатулки». Все обладнання, найдорожчою складовою якого є мікрофон, знаходиться за місцем проживання Олександра Плісакіна, де хлопці частенько пропадають цілодобово, при цьому забуваючи навіть поїсти.
Духовна їжа має набагато більшу цінність. Музика для хлопців — це і хобі, і робота одночасно. Відпочивають як більшість однолітків: квартирники, ігри тощо. Надалі планують вступати до навчальних закладів.
Мріють про зйомки кліпу, що природно й не дивно, на пісню «Амфетамин», але він ставав причиною не однієї сварки і увібрав в себе всю суперечливу енергетику процесу створення. Улюблених пісень у хлопців немає, кожна важлива і неповторна. Хоча по секрету вони все ж розповіли, що на «Город и туман» ставки були вищими, ніж на «Амфетамин». До речі, зведенням треків займається власноруч Kavabanga.

## Дискографія

### Студійні альбоми
| Назва                   | Інформація                                                                  | Жанр    |
| Самовыдуманный рай      | - Реліз: 14 лютого 2014 - Лейбл: Студія Союз - Формат: Цифрова дистрибуція  | Rap     |
| Бесконечный Шум         | - Реліз: 15 лютого 2014 - Лейбл: Студія Союз - Формат: Цифрова дистрибуція  | Хіп-хоп |
| KDKin                   | - Реліз: 16 березня 2015 - Лейбл: Студія Союз - Формат: Цифрова дистрибуція | Rap     |
| Иди С Нами              | - Реліз: 24 червня 2016 - Лейбл: Студія Союз - Формат: Цифрова дистрибуція  | Rap     |
| 18+                     | - Реліз: 28 жовтня 2016 - Лейбл: Студія Союз - Формат: Цифрова дистрибуція  | Хіп-хоп |
| Зачем нам звёзды        | - Реліз: 2 травня 2017 - Лейбл: Студія Союз - Формат: Цифрова дистрибуція   | Rap     |
| Зачем нам звёзды, Pt. 2 | - Реліз: 14 лютого 2018 - Лейбл: Студія Союз - Формат: Цифрова дистрибуція  | Rap     |
| 911                     | - Реліз: 30 квітня 2019 - Лейбл: Студія Союз - Формат: Цифрова дистрибуція  | Хіп-хоп |

### Сингли
| Pik  | Назва                              | Лейбл                      | Примітки       |
| ---- | ---------------------------------- | -------------------------- | -------------- |
| 2013 | Выше (feat. Sasha MiLE)            | KDK                        | цифровий сингл |
| 2018 | Клетка                             | Студія Союз                | цифровий сингл |
| 2018 | Витамин (feat. Rasa)               | Zion Music                 | цифровий сингл |
| 2018 | Динамит, Kel                       | Студія Союз                | цифровий сингл |
| 2018 | Затянись                           | Студія Союз                | цифровий сингл |
| 2018 | Хочешь?                            | Студія Союз                | цифровий сингл |
| 2019 | Март                               | Студія Союз                | цифровий сингл |
| 2019 | Дикий кайф (feat. LXE)             | LXE                        | цифровий сингл |
| 2019 | Фиолетово (feat. RASA)             | RASA MUSIC / Zion Music    | цифровий сингл |
| 2019 | Нет связи (feat. HOMIE)            | Klever Label               | цифровий сингл |
| 2019 | Девочка роман (feat. Kartvelli)    | Союз Мьюзік                | цифровий сингл |
| 2019 | Пьяную домой                       | Студія Союз                | цифровий сингл |
| 2019 | Нет новостей                       | Студія Союз                | цифровий сингл |
| 2019 | До талого                          | Студія Союз                | цифровий сингл |
| 2019 | Hennessy (feat. Зомб)              | Студія Союз                | цифровий сингл |
| 2020 | Говори со мной                     | Студія Союз                | цифровий сингл |
| 2020 | Номера (feat. Льоша Свік)          | Warner Music Group         | цифровий сингл |
| 2020 | Анаконда (feat. RAJA)              | Студія Союз                | цифровий сингл |
| 2020 | Ты мне напиши (feat. Nebezao)      | Союз Мьюзік                | цифровий сингл |
| 2020 | Так и передай ей (feat. Эсчевскій) | Студія Союз                | цифровий сингл |
| 2020 | Таблетка (feat. Джаро & Ханза)     | A+/Студія Союз             | цифровий сингл |
| 2020 | Рассвело                           | Студія Союз                | цифровий сингл |
| 2020 | Девочка-мечта                      | Студія Союз                | цифровий сингл |
| 2020 | Сука-любовь                        | Студія Союз                | цифровий сингл |
| 2020 | Не хочешь домой                    | Студія Союз                | цифровий сингл |
| 2020 | Отбой                              | Студія Союз                | цифровий сингл |
| 2020 | Привет, моя грусть (feat. Nebezao) | Союз Мьюзік / Artel' Media | цифровий сингл |
| 2020 | Рядом упаду                        | Студія Союз                | цифровий сингл |
| 2021 | Не моя вина (feat. HENSY)          | GOLDEN SOUND / Студія Союз | цифровий сингл |
| 2021 | Запах прошедшего февраля           | Студія Союз                | цифровий сингл |
| 2021 | Не держи меня (feat. NЮ)           | Союз Мьюзік / Студія Союз  | цифровий сингл |
| 2021 | Утро без меня                      | Студія Союз / Artel' Media | цифровий сингл |
| 2021 | Цунами (feat. RASA)                | RASA MUSIC                 | цифровий сингл |
| 2021 | Домино (feat. Сема Мішин)          | Студія Союз / Artel' Media | цифровий сингл |
| 2021 | Целуй                              | Студія Союз                | цифровий сингл |
| 2021 | С кем ты зависаешь?                | Студія Союз / Artel' Media | цифровий сингл |
| 2021 | Ты рядом со мной                   | Студія Союз / Artel' Media | цифровий сингл |
| 2021 | Движ окраин (feat. Джаро & Ханза)  | Джаро & Ханза              | цифровий сингл |
| 2021 | Люблю, не доверяя                  | Студія Союз / Artel' Media | цифровий сингл |
| 2022 | Твоя ложь (feat. Mekhman)          | A+/Студія Союз             | цифровий сингл |
| 2022 | Любить некого (feat. NЮ)           | Союз Мьюзік / Студія Союз  | цифровий сингл |

## Відеокліпи
| Рік  | Кліп                             | Режисер            | Альбом      |
| ---- | -------------------------------- | ------------------ | ----------- |
| 2013 | "Амфетамин "                     | Роман Манько       | без альбому |
| 2014 | «Город и Туман»                  | Александр Плисакин | без альбому |
| 2014 | «Царапины»                       | Artel’ Media       | без альбому |
| 2019 | «Фиолетово» (feat. RASA)         | немає даних        | без альбому |
| 2019 | «Дикий Кайф» (feat. LXE)         | Олександр Романов  | без альбому |
| 2020 | «Таблетка» (feat. Джаро & Ханза) | Artel’ Media       | без альбому |

## Річні чарти
| Пісня                               | Чарт (2020)                          | Поз. | Дж.    |
| ----------------------------------- | ------------------------------------ | ---- | ------ |
| Kavabanga Depo Kolibri — «Таблетка» | ВКонтакті — Топ-30 в Росії: 2020 рік | 29   | [ 40 ] |